# Echinopsis eyriesii
Echinopsis eyriesii ist eine Pflanzenart in der Gattung Echinopsis  aus der Familie der Kakteengewächse (Cactaceae). Das Artepitheton eyriesii ehrt den französischen Kakteensammler J. B. Eyriès aus Le Havre. Die Deutsche Kakteen-Gesellschaft sowie die Gesellschaft Österreichischer Kakteenfreunde und die Schweizerische Kakteen-Gesellschaft wählten Echinopsis eyriesii 2010 zum „Kaktus des Jahres“.

## Beschreibung
Echinopsis eyriesii wächst einzeln oder sprosst an der Basis. Die kugelförmigen bis kurz zylindrischen Triebe erreichen bei Durchmessern von 10 bis 15 Zentimetern Wuchshöhen von 15 bis 30 Zentimetern. Die auf den 11 bis 18 schmalkantigen und nicht gehöckerten Rippen befindlichen weiß bis ockerfarben Areolen stehen bis zu 1 Zentimeter voneinander entfernt. Die aus den Areolen entspringenden schwärzlichen 12 bis 15 Dornen sind hart, stechend und bis etwa 7 Millimeter lang.
Die lang trichterförmigen, weißen, manchmal rosa überhauchten Blüten erscheinen seitlich. Sie sind 20 bis 25 Zentimeter lang und erreichen Durchmesser von 5 bis 10 Zentimetern.

## Verbreitung und Systematik
Echinopsis eyriesii ist in den argentinischen Provinzen Entre Ríos (Provinz) und Buenos Aires bis in Höhenlagen von 500 Metern verbreitet.
Die Erstbeschreibung als Echinocactus eyriesii wurde 1830 von Pierre Jean François Turpin veröffentlicht. Christoph Friedrich Otto stellte sie 1835 als Cereus eyriesii zunächst in die Gattung Cereus, bevor er sie 1839 gemeinsam mit Ludwig Georg Karl Pfeiffer in die Gattung Echinopsis überführte.

## Nachweise